# Меморіал Івана Глінки 2002
Юніорський кубок світу (англ. Junior World Cup) — 12-й міжнародний юніорський хокейний турнір.

## Група АП'єштяни
| М  | Команда    | І | В | Н | П | Ш     | О |
| -- | ---------- | - | - | - | - | ----- | - |
| 1. | Канада     | 3 | 3 | 0 | 0 | 24:7  | 6 |
| 2. | Швейцарія  | 3 | 1 | 1 | 1 | 15:12 | 3 |
| 3. | Словаччина | 3 | 1 | 1 | 1 | 11:15 | 3 |
| 4. | Фінляндія  | 3 | 0 | 0 | 3 | 7:23  | 0 |

- Швейцарія -  Фінляндія 7-3 (2-0,2-1,3-2)
- Словаччина -  Канада 1-9 (1-3,0-4,0-2)
- Фінляндія -  Канада 1-9 (0-3,1-2,0-4)
- Словаччина -  Швейцарія 3-3 (1-1,2-1,0-1)
- Канада -  Швейцарія 6-5 (2-2,3-1,1-2)
- Словаччина —  Фінляндія 7-3 (2-1,4-0,1-2)

## Група ВБржецлав
| М  | Команда | І | В | Н | П | Ш    | О |
| -- | ------- | - | - | - | - | ---- | - |
| 1. | Чехія   | 3 | 3 | 0 | 0 | 11:4 | 6 |
| 2. | Росія   | 3 | 2 | 0 | 1 | 18:5 | 4 |
| 3. | США     | 3 | 1 | 0 | 2 | 9:20 | 2 |
| 4. | Швеція  | 3 | 0 | 0 | 3 | 5:14 | 0 |

- Росія -  Швеція 6-2 (1-1,1-0,4-1)
- Чехія -  США 6-3
- США -  Росія 1-11
- Чехія -  Швеція 3-0 (1-0,2-0,0-0)
- Швеція -  США 3-5 (0-3,1-1,2-1)
- Чехія —  Росія 2-1

## Фінальна стадія

### Матчі за 5 - 8 місця

#### Півфінали
- США —  Фінляндія 5-3 (1-1,1-1,3-1)
- Швеція —  Словаччина 5-4 ОТ (1-1,2-1,1-2,1-0)

#### Матч за 7 місце
- Словаччина —  Фінляндія 3-1 (0-0,3-1,0-0)

#### Матч за 5 місце
- США —  Швеція 6-5 ОТ (1-1,3-2,1-2,1-0)

### Матчі за 1 - 4 місця

#### Півфінали
- Канада —  Росія 6-3 (3-1,3-2,0-0)
- Чехія —  Швейцарія 2-2 (2-0,0-0,0-2) / 2-1 по бул.

#### Матч за 3 місце
- Росія —  Швейцарія 6-3 (2-1,4-0,0-2)

#### Фінал
- Канада —  Чехія 5-1 (3-0,1-0,1-1)